# Wasnulfo
Wasnulfo o Wasnon fue un monje del siglo VII de origen irlandés o escocés que fue a evangelizar el norte de la Galia, en particular Henao, cuya población fue más o menos devuelta al paganismo, consecuencia de la desorganización de la iglesia tras las invasiones bárbaras, especialmente las francas. Se celebra el 1 de octubre.

## Biografía
Nacido a principios del siglo VII, su vida está rodeada de misterio y se sabe poco sobre él. 
Se dijo que había huido de su tierra natal debido a las persecuciones en compañía de sus hermanos: Gobain (ahora San Gobain), Algis (ahora San Algis), Eloque, Boelian y Momble. Llega a Condatum (o "Condate") alrededor del año 633. En ese momento, el territorio de la ciudad es un lugar deshabitado rodeado de bosques. 
Wasnon construye en la cima de una colina boscosa un pequeño oratorio debajo del cual fue enterrado tras su muerte, que ocurrió en el año 677. En este sitio, más tarde, se levanta la iglesia parroquial de Notre-Dame de Condé bajo su advocación.
Una iglesia en Condé-sur-l'Escaut, construida a mediados del siglo XVIII a instancias del arquitecto Pierre Contant d'Ivry, lleva su nombre.
- Datos: Q2381772